# Reşadiye (district)
Reşadiye is een Turks district in de provincie Tokat en telt 40.319 inwoners (2007). Het district heeft een oppervlakte van 1246,4 km². Hoofdplaats is Reşadiye.
De bevolkingsontwikkeling van het district is weergegeven in onderstaande tabel.
| 1997   | 2000    | 2007   |
| ------ | ------- | ------ |
| 61.071 | 101.900 | 40.319 |